# Temple of Knowledge (Kataklysm Part III)
Temple of Knowledge (Kataklysm Part III) è il secondo album in studio del gruppo death metal canadese Kataklysm, pubblicato nel 1996.

## Tracce
1. The Unholy Signature (Segment I: Utterly Significant) – 6:19
2. Beckoning of the Xul (Segment II: In the Midst of the Azonei's Dominion) – 5:53
3. Point of Evanescence (Segment III: Of Sheer Perseverance) – 3:41
4. Fathers from the Suns (Act I: The Occurred Barrier) – 4:23
5. Enhanced by the Lore (Act II: Scholarship Ordained) – 3:41
6. In Parallel Horizons (Act III: Spontaneous Aura Projection) – 4:01
7. The Awakener (Epoch I: Summon the Legends) – 4:06
8. Maelstrom 2010 (Epoch II: Omens About the Great Infernos) – 3:20
9. Exode of Evils (Epoch III: Ladder of Thousand Parsecs) – 4:06

Tracce bonus
1. L'Odyssée... – 3:15
2. Mould in a Breed (original uncut version) – 6:03
3. Whirlwind of Withered Blossoms (demo) – 5:15
4. Feeling the Netherworld (demo) – 5:58
5. The Orb (original uncut version) – 2:32

## Formazione
- Sylvain Houde – voce
- Jean-François Dagenais – chitarra
- Maurizio Iacono – basso, voce
- Nick Miller – batteria